# Алтијак
Алтијак (фр. Altillac) насеље је и општина у централној Француској у региону Лимузен, у департману Корез која припада префектури Тил.
По подацима из 2011. године у општини је живело 860 становника, а густина насељености је износила 34,09 становника/km². Општина се простире на површини од 25,23 km². Налази се на средњој надморској висини од 146 метара (максималној 502 m, а минималној 136 m).

## Демографија
| 1962. | 1968. | 1975. | 1982. | 1990. | 1999. | 2011. |
| ----- | ----- | ----- | ----- | ----- | ----- | ----- |
| 743   | 762   | 720   | 791   | 824   | 801   | 860   |

График промене броја становника у току последњих година